# توتية
التوتية أو الفرصادية (الاسم العلمي: Moraceae) هي فصيلة من النباتات تتبع رتبة الورديات من طائفة ثنائيات الفلقة. تُعد التوتيات — غالبًا ما يُطلَق عليها اسم الفصيلة التوتية أو الفصيلة التينية — واحدة من فصائل النباتات الزهرية "كاسيات البذور"، والتي تضُم ما يقرُب من 40 جنسًا وأكثر من ألف نوع. وينتشر معظمها انتشارًا واسعًا في المناطق الاستوائية وشبه الاستوائية، بينما تكون أقل انتشارًا في المناخات المُعتدلة. وتتمثل الميزة التكوينية الوحيدة للتوتيات في وجود خلايا لبنية (laticifers)ونسغ حليبي في جميع الأنسجة البرانشيمية، ولكن عمومًا ما تشتمل صفات الحقول المُفيدة على اثنين من الخباء (carpels) في بعض الأحيان مع أزهار أحادية مخفضة ومركبة وغير واضحة، إلى جانب فواكه مركبة. كما توجَد أيضَا نباتات معروفة مثل التين وتين البنغال وفاكهة الخبز والتوت والمكلورة البرتقالية (Osage-orange). غالبًا ما تكون «أزهار» التوتيات عبارة عن أزهار زائفة (تقل فيها عمليات الإزهار).

## التصنيف
طِبقًا للنظام الذي تم وضعه سابقًا في الترتيب الحالي غير الفعال القراصيات (Urticales), وهو ترتيب النباتات المُزهرة وقد أسفرت نتائج الدراسات الجينية الأخيرة إلى وضعها داخل الورديات في كلاد (clade) أو الفرع الحيوي ويُسمَى (urticalean rosids) والذي يشتمل أيضًا على العائلات الزهرية مثل:ألماسي (Ulmaceae)، سيلتيداسيا (Celtidaceae)، كاناباسيا (Cannabaceae) وأخيرًا أورتيكاسيا (Urticaceae). قد تبين أنشجرة السيكروبيا (Cecropia)والتي وُضِعَت بشكلٍ متنوع في التوتيات أو القراصيات أو في عائلاتهم الخاصة سيكروبيكاسيا (Cecropicaceae) تنتمي إلى القراصيات وهي إحدى عائلات النباتات المُزهرة.
الكائنات الذكورية والإناثية في عائلة التوت أو التين تطورت من والتي تُدعى أحادية الجنس بينما تُعتبر الكائنات التي تحتوي على الأعضاء الذكورية والإناثية معًا هي الحالة البدائية في عائلة التوت في حين تطورت الكائنات أحادية الجنس بداخلها إلى ما يقرُب من أربع مرات.

### التصنيف والأجناس
- القبيلة التوتاوية
  - التوت
  - الباجاسا
  - البروسونتة- شجرة توت الورق
  - البليكرودية (Bleekrodea)
  - الفاتوا (Fatoua)
  - المكلورة (Maclura)
  - الميليشة (Milicia) وهي من الشجر الاستوائي
  - السوروسة (Sorocea) وهو جنس من النبات في سلالة التوت
  - الستريبلاس (Streblus)
  - الالتروفيس (Trophis) [9]
- القبيلة التيناوية
  - التين - ومنه التين الشائع وشجرة بانيان[10]
- القبيلة الخبزاوية
  - الخبزية - فاكهة الخبز وهي إحدى الأشجار المزهرة، شجرة الجاكية أو جاك فروت (Jackfruit)
  - البوتاكاربوس (Batocarpus)
  - الكلاريسية المزهر (Clarisia)
  - الهوليتية (Hullettia)
  - الخبزية المزيفة (Parartocarpus)
  - البراينة (Prainea)
  - التريكولة (Treculia)[11]
- القبيلة الكاستيلاوية
  - الكاستيلة (Castilla)
  - الأنتيارس (Antiaris) وهو جنس استوائي من الاتكس ينتج أشجارا دائمة الخضرة
  - الأنتيارسي (Antiaropsis)
  - الماكويرة (Maquira)
- نبات الهيليكوستيليس (Helicostylis)
- نبات الميسوجين (Mesogyne)
- نوكليوبسيس (Naucleopsis) وهو جنس من النباتات في سلالة التوت
- بيريبيا (Perebia) هو جنس من النباتات في سلالة التوت
- بولسينيا (Poulsenia) هو جنس أحادي من النباتات في سلالة التوت
- بسيدولميديا (Pseudolmedia) نبات مزهر من سلالة التوت
- نبات السباراتوسيس (Sparattosyce)[12]
- القبيلة الدورستناوية
  - الدورستنية (Dorstenia)
  - البروسميون (Brosimum) أو (Breadnut)
  - البوسكيوبسيس (Bosqueiopsis)
  - الهيليانثوستيليس (Helianthostylis)
  - السيكوفوسيك (Scyphosyce)
  - التريلبيسيام (Trilepisium) وهو جنس من النباتات في سلالة التوت
  - التريماتوكوكوس (Trymatococcus)
  - الأوتستيلا (Utsetela)[13]

## وصلات خارجية
- [<a href="http://delta-intkey.com/angio/www/moraceae.htm">http://delta-intkey.com/angio/www/moraceae.htm</a> Moraceae] in [<a href="http://delta-intkey.com/angio/">http://delta-intkey.com/angio/</a> L. Watson and M.J. Dallwitz (1992 onwards). The families of flowering plants.]